# Ульвие-султан (дочь Абдул-Хамида II)
Ульвие́-султа́н (тур. Ulviye Sultan; 1864/1868, Стамбул — 1870/1872/1875, там же) — старшая дочь султана Османской империи Абдул-Хамида II от его главной жены Назикеды Кадын-эфенди. Ульвие была любимой дочерью Абдул-Хамида. Она умерла в результате несчастного случая в возрасте около 7 лет.

## Биография
Ульвие-султан родилась в 1864 или 1868 году в Стамбуле во дворце Долмабахче в семье будущего османского султана Абдул-Хамида II и его первой жены — черкешенки Назикеды Кадын-эфенди. Ульвие была единственным ребёнком Назикеды, однако у девочки было 16 единокровных младших братьев и сестёр. По сообщениям источников, она была любимой дочерью Абдул-Хамида; внешне Улвие была очень красивым ребёнком: «очень милая, она была очень умной, очень красивой девочкой для своих лет… черноглазая, с длинными ресницами, белой кожей и розовыми щеками [она] была подобна ангелу».
Историк Недждет Сакаоглу пишет, что когда девочке исполнилось семь лет, она стала получать дворцовое образование. Однажды после окончания занятий Ульвие отправилась в покои матери, которая в этот момент музицировала. На столе в покоях Назикеды лежало «новое изобретение — спички», и Ульвие, по всей видимости, решила изучить их. Длинные вьющиеся волосы Ульвие и легкое платье из тюля мгновенно загорелись. Назикеда, услышав крики дочери, бросилась к ней, но ничем помочь не смогла. Историк Чагатай Улучай пишет, что Назикеде удалось повалить дочь на пол, из-за чего сама женщина получила ожоги лица, груди и рук, но всё оказалось бесполезно. Ситуацию усугубило и то, что загорелись ковры на полу. На крики Назикеды прибежали врачи, слуги и тогдашняя валиде Пертевниял-султан. Улучай пишет, что огонь удалось потушить с помощью молельного коврика, однако ожоги Ульвие оказались слишком серьёзны, и девочка умерла. Во время этого происшествия отец девочки был в море и, узнав о гибели дочери, очень сильно горевал; Улучай пишет даже, что будущий султан потерял сознание, когда ему сообщили о смерти любимого ребёнка. Горевали и другие члены гарема будущего султана. Члены семьи султана вспоминали позднее, что аналогичное происшествие в гареме случилось ранее: в 1816 году от огня погибла годовалая дочь Махмуда II Эмине-султан.
Точная дата смерти Ульвие неизвестна, однако Недждет Сакаоглу пишет, опираясь на мнение единокровной сестры девочки Айше-султан, что произошло это в 1875 году в Стамбуле. Этой же версии придерживается и Чагатай Улучай. Йылмаз Озтуна называет точную дату смерти девочки — 5 ноября 1875 года. Кроме того, источники датой смерти девочки называют 29 ноября 1870 года или 1872 год. Ульвие была похоронена в одном из мавзолеев Новой мечети (Улучай называет местом захоронения Ульвие тюрбе Джедид-Хаватин, тогда как Озтуна — тюрбе Мурада V), где позднее упокоилась и её мать Назикеда.